# Langenthal-Wauwil-Bahn
Die Langenthal-Wauwil-Bahn (LWB) war ein nicht realisiertes Projekt der Schweizerischen Centralbahn (SCB) für den Bau einer Eisenbahnstrecke zwischen Langenthal und Wauwil. Sie wäre die schnellste Bahnverbindung zwischen Luzern und Bern gewesen. Die Bauarbeiten begannen im Oktober 1874. Aufgrund einer Finanzkrise wurden die Arbeiten bereits ein Jahr später im Oktober 1875 eingestellt und nicht wieder aufgenommen.

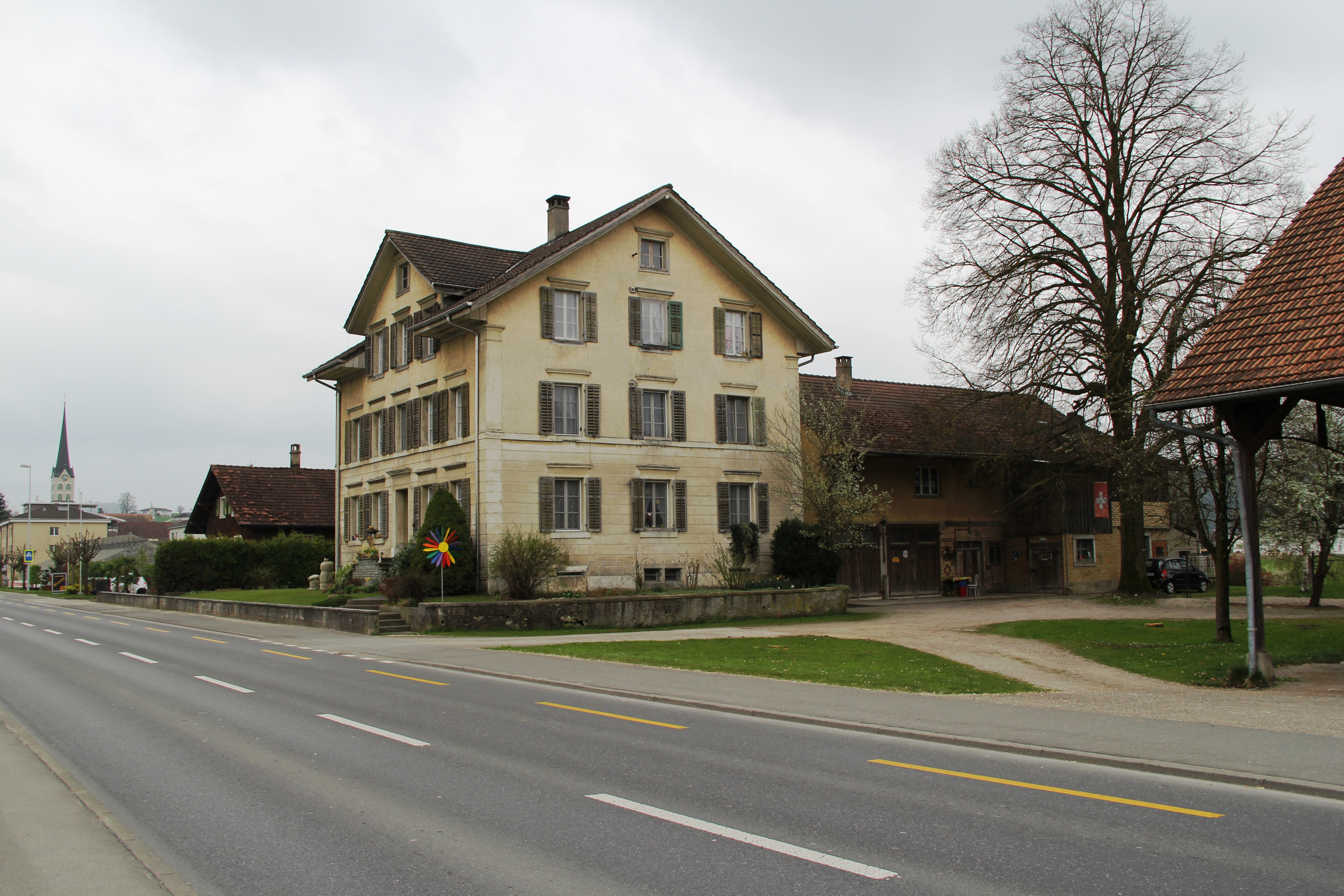
Als Bahnhofsrestaurant in Schötz gebautes Haus

Kernstück der Strecke, die von Langenthal über St. Urban, Altbüron, Ebersecken und Schötz nach Wauwil führen sollte, war der 2010 Meter lange Staltentunnel zwischen Altbüron (Lage) und Ebersecken (Lage). Von diesem wurden 1300 Meter ausgebrochen und teilweise fertig ausgemauert. Mit dem Ausbruchmaterial nahm der Bauherr verschiedene Aufschüttungen vor, beispielsweise für einen Zufahrtsbahndamm in Altbüron und den geplanten Bahnhof in Ebersecken. Diese Geländeveränderungen sind auch heute noch deutlich zu sehen.
Die Reste des Tunnels werden seit 1951 auf der Altbüroner Seite als Wasserreservoir genutzt. Auf der Ebersecker Seite ist der Tunneleingang aus Sicherheitsgründen geschlossen. Im Sommer 2007 wurde der Eingang von einer Gruppe lokaler Unternehmer kurzzeitig gesichert und für die Öffentlichkeit zugänglich gemacht. Es ist aber nicht geplant, dies zu wiederholen.
Im Hinblick auf den Eisenbahnbau wurden mindestens zwei namhafte Gebäude errichtet, welche dann aber nie dem ursprünglichen Zweck dienten: das Kurhaus Bellevue in Erpolingen auf dem Gemeindegebiet von Grossdietwil und das Bahnhofsrestaurant in Schötz (abgerissen im November 2014).